# Leif Iwarsson
Leif Gunnar Iwarsson, född 22 februari 1939 i Hallstahammar, är en svensk före detta fotbollsspelare.
Iwarssons moderklubb är Norrby IK, vilka han spelade för mellan 1949 och 1955. Därefter spelade han för Hallstahammars SK mellan 1955 och 1959. Mellan 1960 och 1962 studerade han i Uppsala och spelade samtidigt för IK Sirius.
Inför säsongen 1963 värvades han till AIK. Han var med på klubbens träningsläger i Turin där AIK mötte Inter på San Siro och även spelade mot Juventus. Han spelade sin enda allsvenska match för AIK den 21 april 1963 mot IS Halmia, en match som AIK vann med 4–2 på bortaplan. Under fortsättningen av våren så koncentrerade sig Iwarsson på studierna och gjorde ett uppehåll i fotbollen.
Året efter återvände han till sin gamla klubb Hallstahammars SK. Efter par år i Hallstahammar var han återigen tillbaka i Allsvenskan, denna gång spelandes för IK Brage. Därefter spelade han för Västerås SK mellan 1969 och 1970. Han avslutade sin spelarkarriär i Surahammars IF som spelande tränare.
Efter karriären var Iwarsson tränare för Hallstahammars SK under tre perioder (1976–1977, 1979 och 1982–1983). Åren 1986–1993 var han ordförande i Västmanlands Fotbollförbund. Mellan 1990 och 1993 satt han med i Svenska Fotbollförbundets valberedning. Under 1990 var han även överledare för Svenska damlandslaget samt Svenska pojklandslaget.